# .cancerresearch
.cancerresearch – domena najwyższego poziomu, która była zarządzana przez Australijską Fundację Badań nad Rakiem. Celem domeny „.cancerresearch” było gromadzenie wiadomości, informacji i opinii na temat zapobiegania nowotworom, diagnostyki oraz ich leczenia.
15 maja 2014 r. ICANN i Australijska Fundacja Badań nad Rakiem zawarły umowę, na mocy której Australijska Fundacja Badań nad Rakiem obsługuje i zarządza domeną najwyższego poziomu.cancerresearch.
12 kwietnia 2022 r. Australijska Fundacja Badań nad Rakiem przesłała pismo do ICANN z informacją o zakończeniu współpracy oraz zakończeniu zarządzenia domeną „.cancerresearch”.
W dniu 8 października 2022 r. ICANN przesłała Australian Cancer Research Foundation zawiadomienie o rozwiązaniu umowy rejestrowej.